# Ciółkowo
Ciółkowo – wieś sołecka w Polsce położona w województwie mazowieckim, w powiecie płockim, w gminie Radzanowo.
| SIMC    | Nazwa                | Rodzaj    |
| ------- | -------------------- | --------- |
| 0573523 | Ciółkowo Szlacheckie | część wsi |

Za czasów Królestwa Polskiego istniała gmina Ciołkowo. W latach 1954–1959 wieś należała i była siedzibą władz gromady Ciółkowo, po jej zniesieniu w gromadzie Rogozino. W latach 1975–1998 miejscowość administracyjnie należała do województwa płockiego.
22 stycznia 1863 na terenie wsi stoczona została potyczka pod Ciołkowem, która była pierwszym starciem powstania styczniowego. Oddział powstańców pod dowództwem Aleksandra Rogalińskiego, kierujący się z Warszawy w stronę Płocka, starł się z kompanią rosyjskiego pułku muromskiego dowodzoną przez płk Kozlaninowa. W ataku kosynierów zginęli rosyjscy piechurzy i sam Kozlaninow.

## Sport
W Ciółkowie działa założony w 1981 klub piłki nożnej - ULKS Ciółkowo. W sezonie 2017/2018 klub grał w klasie A w grupie Płock.